# حرس الحدود
حرس الحدود، هو أحد الأسلحة الهامة في الجيش ومهمته الأساسية هي حماية الحدود من الاختراق غير المشروع وكذلك منع عمليات التسلل والتهريب غير المشروع للبضائع والممنوعات مثل المخدرات والأسلحة وغيرها.
يقوم حرس الحدود بتنظيم دوريات منتظمة على مدار 24 ساعة في اليوم لمختلف النقاط الحدودية وما بينها.
يستخدم حرس الحدود الدوريات الراكبة والسائرة والهجانة والطيران وكذلك دوريات الكلاب لتعقب الممنوعات وآثار الهاربين والمهربين الغير شرعيين مثل واديا .

## مهام حرس الحدود
- حماية الحدود من عمليات التهريب غير المشروع كالمخدرات والاسلحة
- حماية الحدود من التسلل الفردي أو الجماعي
- إنقاذ التائهين في الصحراء وتتبع آثارهم.
- التبليغ المبكر عن أي تحرك مشبوه للجيش خلف حدود الدول المجاورة.
- الحفاظ على الأمن في منطقة الحدود
- الحفاظ على البيئة في منطقة الحدود.

ويضاف إليها بعض مهمات حماية الحدود والإنقاذ البحرية حيث أن بعض الدول يكون بها حرس الحدود وخفر السواحل تحت مظلة واحدة هي حرس الحدود

## الأسلحة الخاصة في حرس الحدود

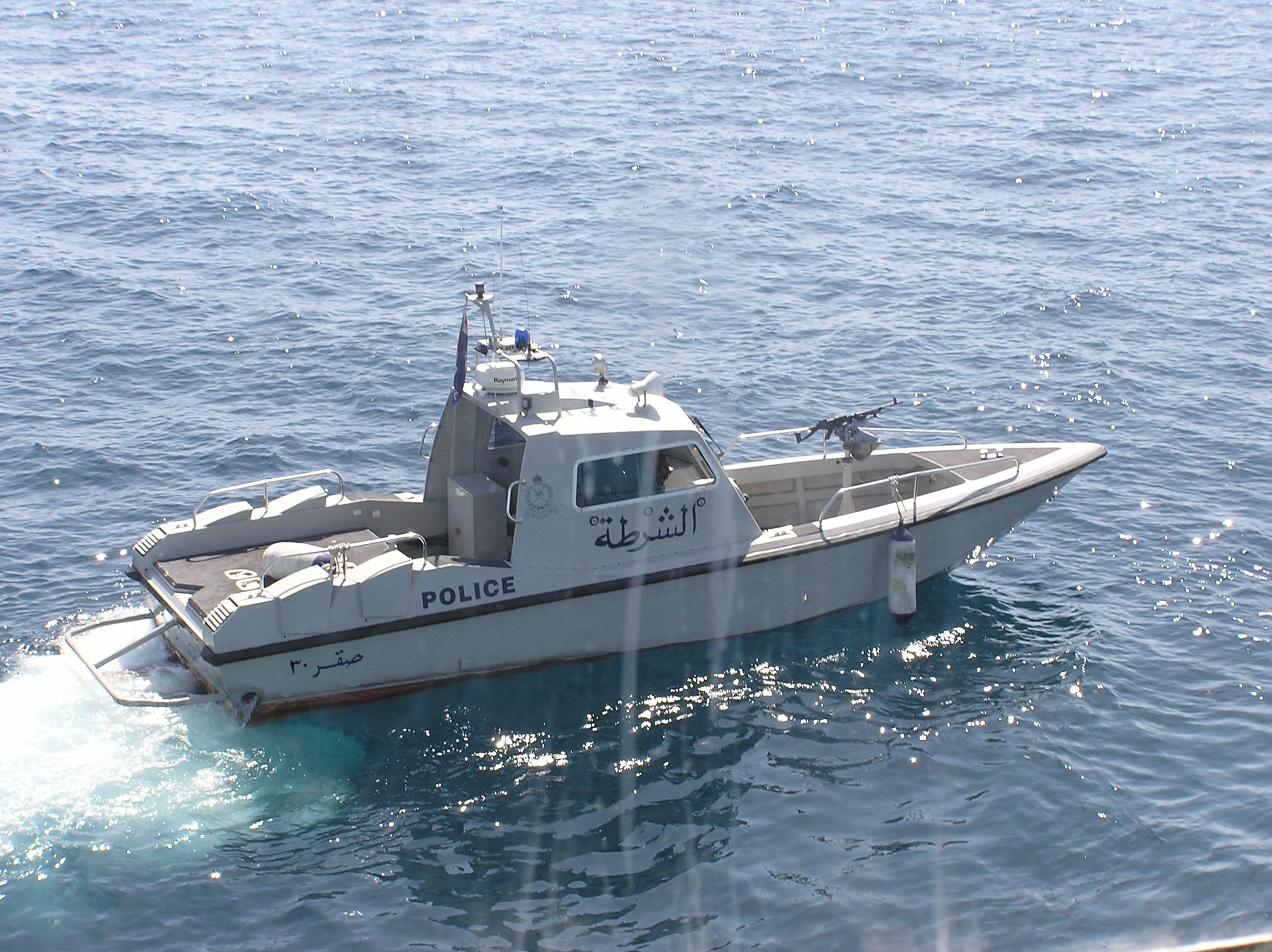
قارب تابع لشرطة عمان السلطانية.

الهجانة : أو القوات راكبة الجمال هي أحد الأسلحة الهامة في حرس الحدود وذلك لصعوبة المناخ الصحراوي ووعورة الطرق التي لا تستطيع السيارات السير عليها وخاصة في المدقات الجبلية الضيقة.
وعادة ما يكون هؤلاء الأفراد من نفس بيئة المكان الذي يقومون فيه بالخدمة.
مقتفو الأثر أو قصاصو الأثر: هم من البدو المدربين منذ نعومة أظفارهم على اقتفاء الأثر والتعرف على الأشخاص من أثار الأقدام والأثار الأخرى التي قد تخفى على العين غير المدربة.
الكميرات الحرارية: أجهزة تقنية تكشف أي حرارة تصدر عن جسم أي كائن حي لذلك هي فعالة في عمليات الكشف عن المتسللين والمهربين في الظلام الدامس ليلاً.
يمكن لهذه الكميرات الرؤية على مدى عشرات الكيلو مترات، وتظهر صورة المهرب وما يحمله من مهربات واسلحه على الشاشة بلونين أبيض وأسود مما يتيح لحرس الحدود أخذ الحذر عند التعامل مع هذا المهرب أو المتسلل. خصوصا إذا كان خطر ومسلح قد يبادر بإطلاق النار.

## حرس الحدود في مرآة الإعلام
لفتت بطولات وأهمية حرس الحدود انتباه صناع السينما فكانت عدة أفلام مصرية تناولت هذا السلاح ومنها:
- عيون الصقر (بطولة نور الشريف)
- عبود على الحدود (بطولة علاء ولي الدين)

## موضوعات متعلقة
- جيش
- خفر السواحل
- حرس الحدود الإسرائيلي
- أمن المطار